# Grenze zwischen Bulgarien und der Türkei

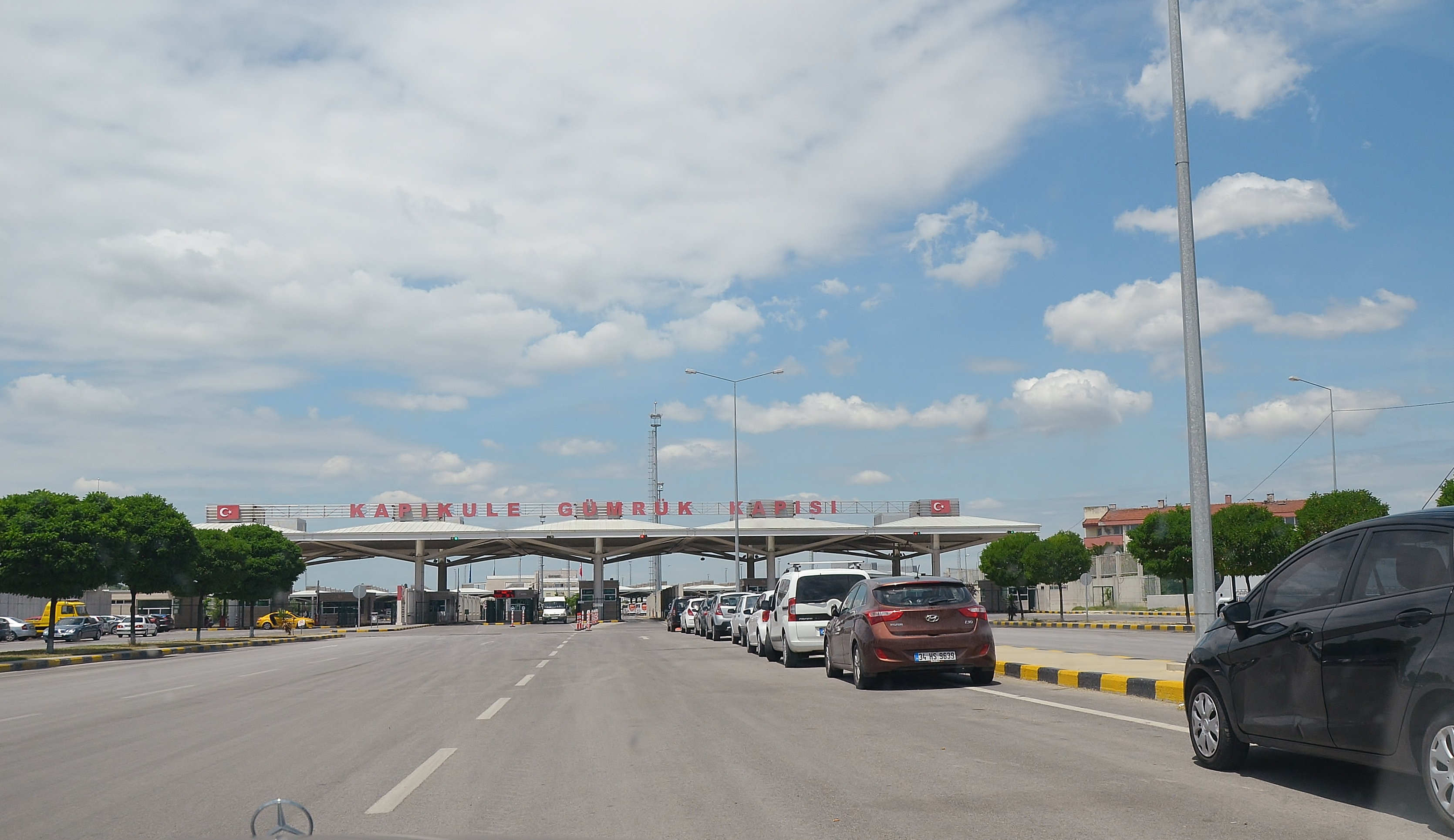
Grenzstation Kapıkule nach Bulgarien aus der Türkei

Die bulgarisch-türkische Grenze (bulgarisch Границата между България и Турция Granizata meschdu Balgarija i Turzija, türkisch Türkiye-Bulgaristan sınırı) ist eine 270 km lange, internationale Grenze zwischen der Republik Bulgarien und der Republik Türkei. Sie wurde durch den Vertrag von San Stefano im Jahre 1878 als Innengrenze innerhalb des Osmanischen Reiches eingerichtet. Die gegenwärtigen Grenzen wurden durch den Vertrag von Konstantinopel (1913) festgelegt und zehn Jahre später durch den Vertrag von Lausanne bekräftigt, obwohl damals Bulgarien nicht Vertragspartei dieses Vertrags war. Während des Kalten Krieges war die Grenze mit einem massiven Stacheldrahtzaun gesichert und die bulgarischen Grenztruppen hatten den Befehl, bei Fluchtversuchen von der Schusswaffe Gebrauch zu machen. In den 1960er und 1970er Jahren kamen an dieser Grenze zahlreiche DDR-Bürger ums Leben.

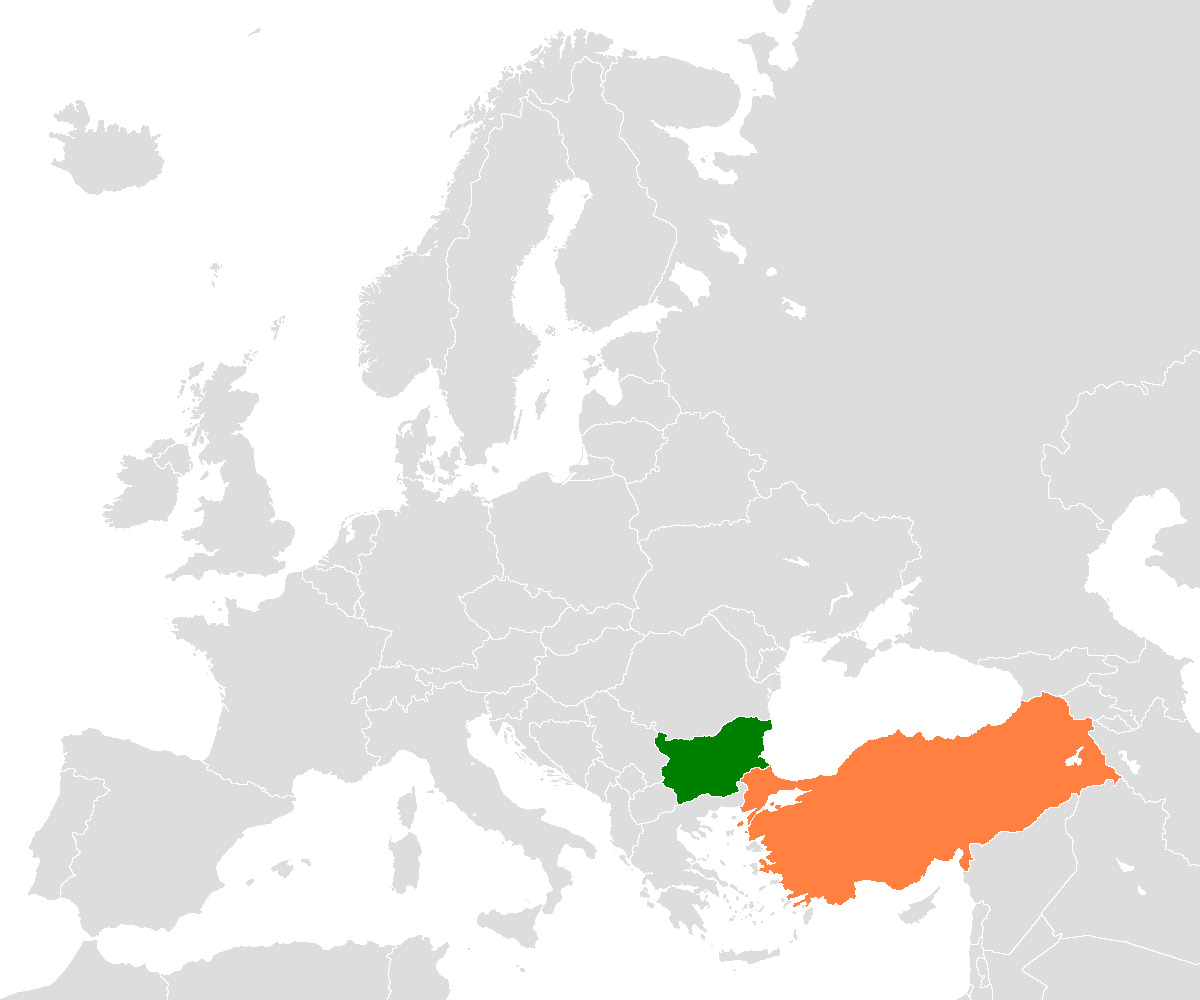
Bulgarien
Turkei

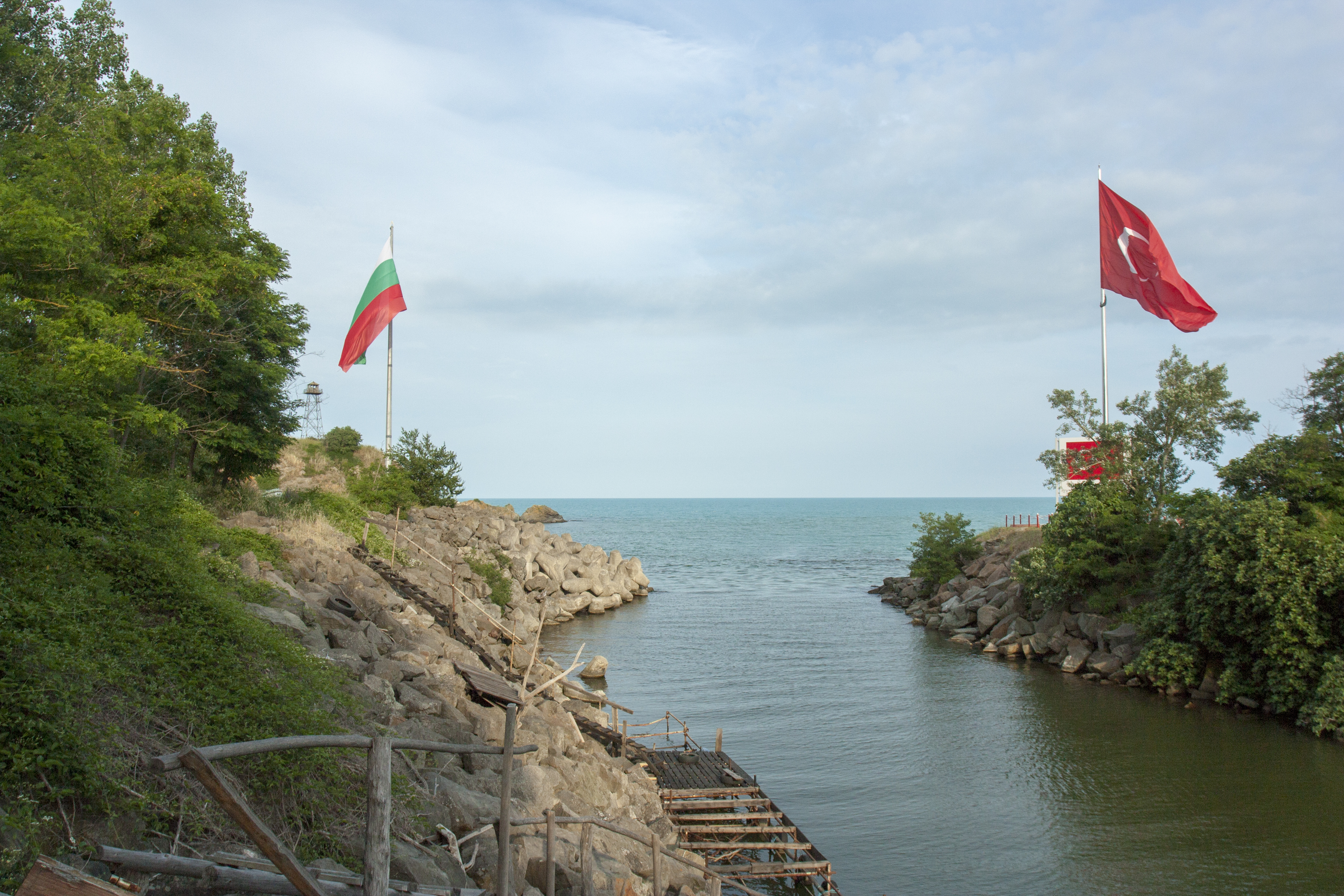
Grenze am Schwarzen Meer

In den Blickpunkt der Öffentlichkeit geriet die Grenze durch Fälle von Menschenhandel, organisierte Fluchthilfe durch Schlepper und Schmuggel von Drogen, teilweise durch Korruption begünstigt. Von Bulgarien werden meistens Alkohol und europäische Waren in die Türkei geschmuggelt, da die Preise in der Türkei höher als in Bulgarien sind.
Bereits Im Januar 2014 und damit vor der  Flüchtlingskrise in Europa ab 2015 begann Bulgarien mit dem Bau eines 30 km langen Grenzzauns an dieser Außengrenze der EU entlang der türkischen Grenze, um die wachsende Anzahl von Migranten aus dem Nahen Osten und Nordafrika einzudämmen. Der Zaun aus NATO-Stacheldraht ist drei Meter hoch. Die bulgarische Armee stellte den ersten Teil des Zauns im Juli 2014 für die Summe von rund 5 Millionen Euro fertig. Anfang 2015 kündigte die Regierung eine 130 km lange Verlängerung des Stacheldraht-Grenzzauns an. Ministerpräsident Bojko Borissow bezeichnete die Verlängerung als 'absolut notwendig', um die illegale Einreise von Personen in den Mitgliedstaat der Europäischen Union zu verhindern. Das Bulgarische Parlament hatte beschlossen, den Bau des Zauns an der Grenze zur Türkei fortzusetzen, ohne ein öffentliches Vergabeverfahren einzuleiten, da die nationale Sicherheit gewahrt werden müsse. Damit schließt der letzte Teil des Zauns die bulgarische Landgrenze zur Türkei vollständig. Bis März 2016 wurden fast 100 km der geplanten 166 km und ab Juni 2016 weitere 146 km der Barriere gebaut. Abgeschlossen wurden die Arbeiten am Zaun dann im Jahr 2017. Der türkische Botschafter in Bulgarien, Suleyman Gokce, äußerte sich besorgt über diese Grenzsperre und fügte hinzu, dass sie 'Unzufriedenheit' hervorruft und Anlass gibt, 'über die politische Wirkung nachzudenken', die der Zaun vermittelt. Immer wieder kommt es im Grenzgebiet auch zu Todesfällen.

## Grenzverlauf
Die Entfernung zwischen dem westlichsten und dem östlichsten Punkt beträgt 269 km bei 142 km Luftlinie. Das zeigt schon, dass der Verlauf durch Grenzziehung in Flussläufen und durch geografische Gegebenheiten stark gewunden ist. Es erschwert die Überwachung. Auf bulgarischer Seite war das Grenzgebiet, auch als Begleiterscheinung des Kalten Krieges, nur sehr dünn besiedelt, doch als Grenze zwischen Warschauer Pakt und NATO auch militärisch stark ausgebaut. Wegen oft ungünstiger Bedingungen ist das vielfach durch das Strandscha-Gebirge unwegsame bulgarische Grenzgebiet weiterhin nur schwach besiedelt. Auf türkischer Seite reichen manche Ortschaften und landwirtschaftlich genutzte Flächen bis an die Grenzlinie. An einem Kleinen Grenzverkehr gibt es kaum Interesse. Daher bleibt auch der massive Ausbau zur Abwehr von Flüchtlingen und illegalen Migranten in das EU-Gebiet ohne wesentliche Beeinflussung eines grenzüberschreitenden Verkehrs.
Entlang der gesamten Grenze gibt es nur vier offizielle Übergänge, drei für den Fahrzeugverkehr und einen für den Schienenverkehr. Der Grenzübergang Kapıkule ist einer der am stärksten frequentierten weltweit und zudem ist er der Anfangspunkt des Asian Highway 1, der von hier über 20.500 km bis nach Tokio führt
| Bulgarien                     | Bulgarien                                     | ⇄                                                 | Türkei                                        | Türkei                        | Position                                                        |
| ----------------------------- | --------------------------------------------- | ------------------------------------------------- | --------------------------------------------- | ----------------------------- | --------------------------------------------------------------- |
| Kapitan Andreewo, Chaskowo    | Dreiländereck Bulgarien– Griechenland– Türkei | Dreiländereck Bulgarien– Griechenland– Türkei     | Dreiländereck Bulgarien– Griechenland– Türkei | Kapıkule Sınır Kapısı, Edirne | 41° 42′ 40″ N, 26° 21′ 28,7″ O 41° 42′ 49,3″ N, 26° 21′ 16,2″ O |
| Kapitan Andreewo, Chaskowo    | A4 · R8 · E80                                 | [ 12 ]                                            | D100 · E80 · O3 · A1 · A5                     | Kapıkule Sınır Kapısı, Edirne | 41° 43′ 3,1″ N, 26° 21′ 10,3″ O                                 |
| Swilengrad, Chaskowo          | Истанбул-София Експрес                        | [ 12 ] [ 13 ]                                     | İstanbul-Sofya Ekspresi                       | Kapıkule Sınır Kapısı, Edirne | 41° 43′ 18,6″ N, 26° 20′ 50″ O                                  |
| Lesovo, Oblast Jambol         | R7                                            | [ 14 ] [ 15 ]                                     | D535                                          | Hamzabeyli, Edirne            | 41° 57′ 36,1″ N, 26° 36′ 30,9″ O                                |
| Strandscha, Boljarowo         | Grenzpassage der Gaspipeline TurkStream       | Grenzpassage der Gaspipeline TurkStream           | Grenzpassage der Gaspipeline TurkStream       | Malkoçlar, Kofçaz/Kırklareli  | 42° 3′ 36,5″ N, 27° 1′ 41,3″ O                                  |
| Nördlichster Punkt der Türkei | Nördlichster Punkt der Türkei                 | Nördlichster Punkt der Türkei                     | Nördlichster Punkt der Türkei                 | Nördlichster Punkt der Türkei | 42° 6′ 17,4″ N, 27° 14′ 22,3″ O                                 |
| Malko Tarnowo, Burgas         | R9                                            | [ 18 ]                                            | D555                                          | Dereköy, Kırklareli           | 41° 58′ 6,5″ N, 27° 27′ 39″ O                                   |
| Zarewo, Oblast Burgas         | [ 19 ] N                                      | Östlichster Punkt der Seegrenze am Schwarzen Meer | N [ 20 ]                                      | Beğendik, Kırklareli          | 41° 58′ 58,2″ N, 28° 1′ 46,5″ O                                 |
| Seegrenze der Hoheitsgebiete  | Seegrenze der Hoheitsgebiete                  | Seegrenze der Hoheitsgebiete                      | Seegrenze der Hoheitsgebiete                  | Seegrenze der Hoheitsgebiete  | 41° 59′ N, 28° 19′ O                                            |